# Leonard de Koningh
Leonard de Koningh (Londýn, 20. září 1810 – Dordrecht, 17. února 1887) byl nizozemský malíř, kreslíř, litograf a fotograf.

## Život a dílo
De Koningh se narodil v londýnské čtvrti Walwortha nizozemským rodičům. Byl synem dordrechtského malíře Leenderta de Koningha (1777–1849) a Jacoby Wouteriny de Koningh (1782–1845). V roce 1813 se rodina vrátila do Dordrechtu. Leonarda učil jeho otec, stejně jako jeho sestru Sophia (1807–1870) a bratry Johna (1808–1845) a Aria (1815–1867).
Leonard de Koningh se stal učitelem kresby v Dordrechtu a byl také aktivní jako umělec. Maloval a kreslil portréty a žánrové náměty, vytvořil mnoho litografií a od roku 1865 se také zaměřoval na fotografii. Aby se odlišil od svého otce, podepisoval se jako „L. de Koningh jr.' Zúčastnil se mimo jiné výstav žijících mistrů Tentoonstelling van Levende Meesters v Amsterdamu, Groningenu a Haagu.
Leonard de Koningh zemřel v roce 1887 ve věku 76 let. Jeho práce jsou zahrnuty do sbírek, mimo jiné, Dordts Patrician House, Dordrechts Museum a Rijksmuseum Amsterdam.

## Některá díla

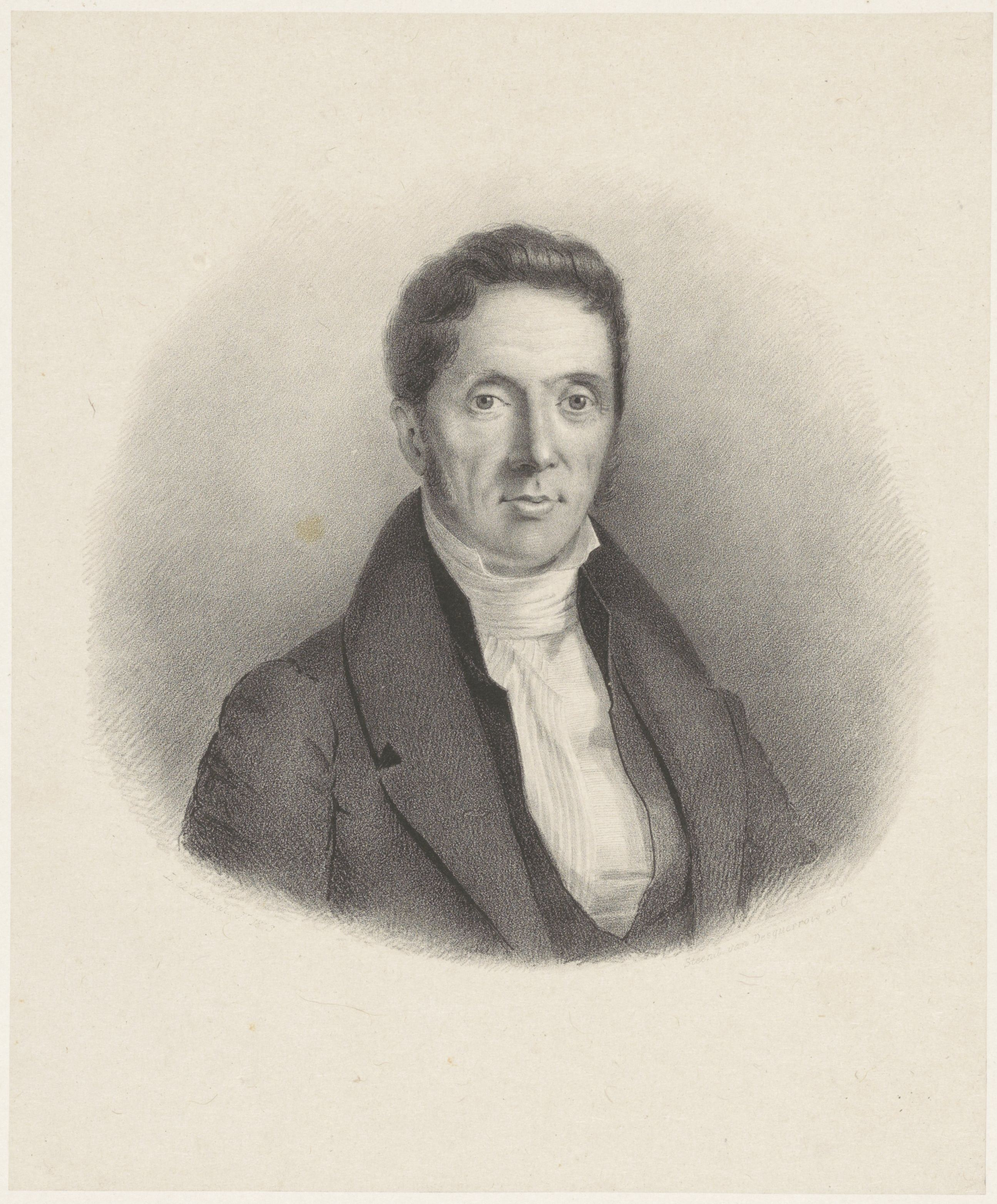
Frans van der Breggen Cornelisz, portrét
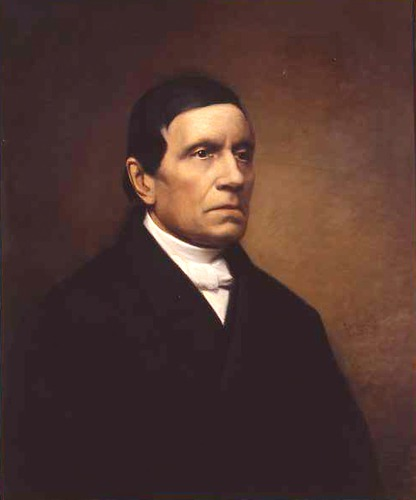
Leendert Dupper, portrét
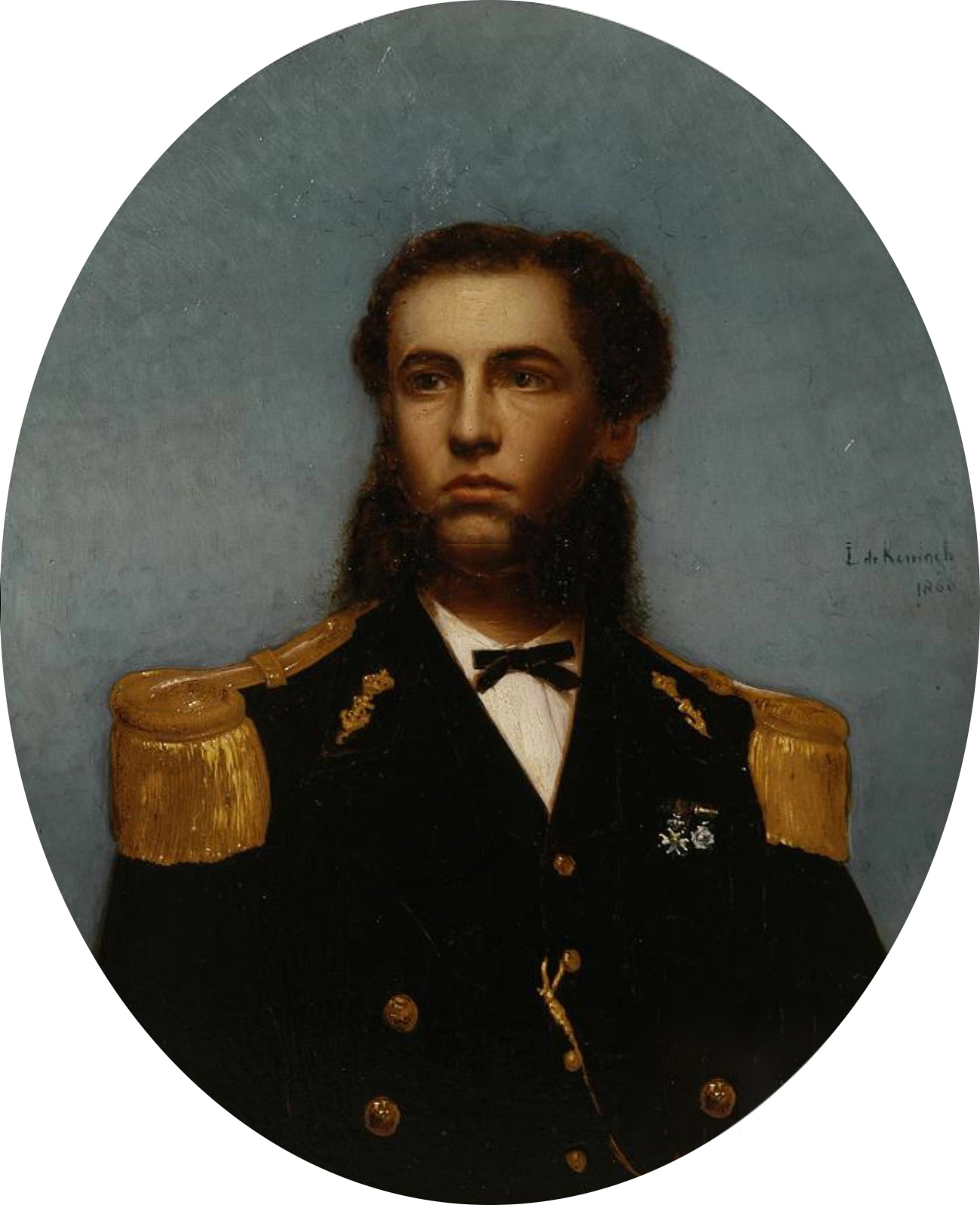
Portret van Huibert Quispel, portrét (1868)
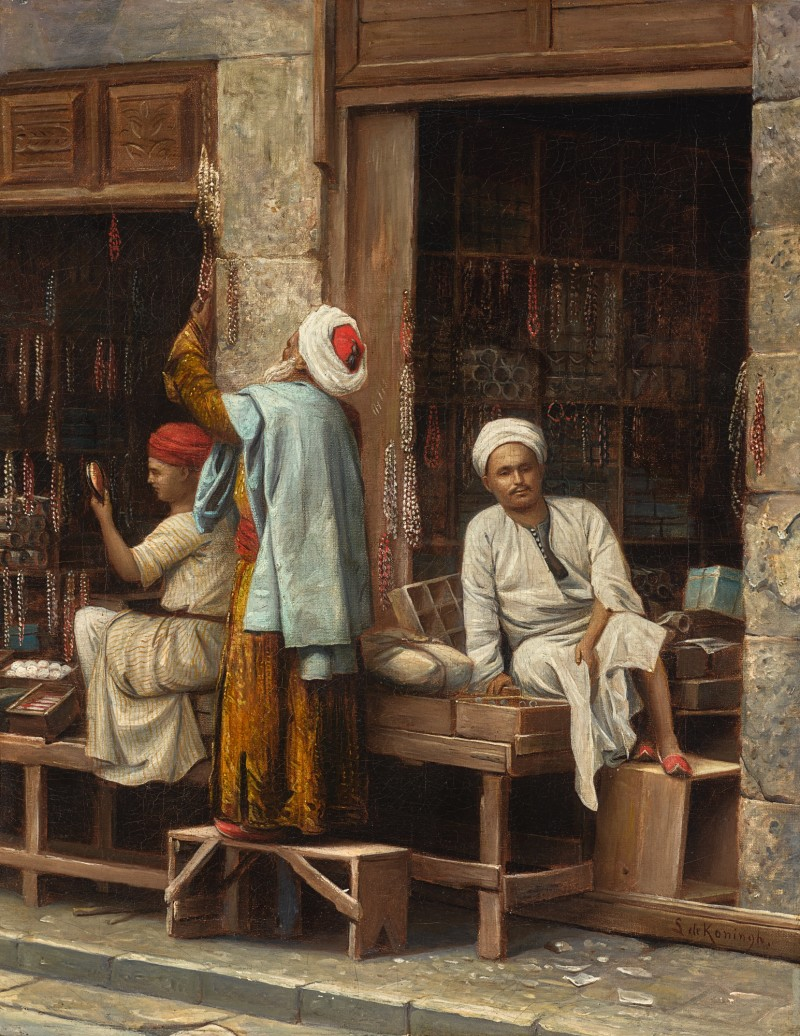
The Bead Shop

## Publikace
- 1839: Zestal Gezichten in de Omstreken van Dordrecht op steen geëtst door A.K. de Koningh. Dordrecht: Steendrukkerij van Hendr. Pennick.